# Francis Bebey
Francois Etonde Bebey (Douala, 15 luglio 1929 – Parigi, 28 maggio 2001) è stato un artista, musicista, scrittore nonché giornalista camerunese, di lingua francese.
Chitarrista e compositore, ha ottenuto un certo successo coi romanzi Le fils d'Agatha Moundio (il figlio di Agata Moundio, 1968), La poupée ashanti (La bambola ashanti, 1969), Le roi Albert d'Effidi (il Re Alberto d'Effidi, 1976). Per quanto riguarda i racconti Embarass et Cie (Imbarazzo & Co., 1968), Trois petits cireus (Tre piccoli lustrascarpe, 1972) che con un certo humor descrivono la vita africana moderna. Ha scritto anche poemi ed il saggio Musique d'Afrique (1969). Come musicista, ha creato un curioso «etno-jazz», ed è considerato uno dei padri della world music. Per il giornalismo è stato corrispondente per Radio France International, è morto a Parigi nel 2001 per arresto cardiaco.